# Гурвич, Георгий Давидович
Гео́ргий Дави́дович Гу́рвич (Жорж Гурвич; фр. Georges Gurvitch, 1894, Новороссийск — 1965, Париж) — российский правовед и французский социолог-позитивист. Некоторые авторы также относят к институционалистам и ученикам Мориса Ориу.

## Биография
Георгий Гурвич родился в семье кандидата коммерческих наук Давида Гурвича в Новороссийске Черноморской губернии 20 октября (1 ноября) 1894 года. Он был родственником Ф. И. Дана, ставшего впоследствии одним из лидеров меньшевистского крыла российской социал-демократии. В 1912 году Г. И. Гурвич блестяще окончил восьмиклассный курс Рижской Николаевской гимназии. В его аттестате были только отличные оценки, за исключением математики. Не был аттестован он по «закону божьему».
9 июня 1912 года им было подано прошение на имя ректора Юрьевского университета с просьбой о зачислении его студентом юридического факультета. В Юрьевском университете он проучился с первого семестра 1912 года до шестого семестра 1915 года. 13 августа 1915 года по зачёту шести семестров он был переведён в Петроградский университет.
Учась в Юрьевском университете, Г. Д. Гурвич прослушал курсы работавших в то время в Юрьеве таких юристов-международников, как В. Э. Грабарь, Л. А. Шалланд, А. С. Ященко. 12 декабря 1914 года юридический факультет присудил ему золотую медаль за сочинение «Правда воли монаршей Феофана Прокоповича» (история философии права). Она была опубликована в изданной под редакцией и с предисловием профессора Ф. В. Тарановского книге «Правда воли монаршей Феофана Прокоповича и её западноевропейские источники».
В 1917 году окончив Петроградский университет и получив магистерскую степень, он был оставлен для приготовления к профессорскому званию. В 1920 году он получил докторат, а также курс в университете, но через несколько месяцев был вынужден оставить Россию и эмигрировать. Существует свидетельство, что Г. Д. Гурвич принимал активное участие в революционной деятельности и был вынужден уехать после критики В. И. Ленина. Способствующим фактором, безусловно, явились тяжёлые условия жизни и работы учёных в первые годы советской власти.
Первым местом пребывания Г. Д. Гурвича за границей был Берлин, куда он прибыл в 1920 году. В 1921 году в «Трудах русских учёных за границей» опубликовал статью «Идея неотъемлемых прав в политической доктрине XVII—XVIII веков». Здесь же он начал писать и первые философские работы, публикуемые на немецком языке.
В 1920 году в Германии проживало около 500 тысяч русских эмигрантов, из них в Берлине около 300 тысяч. Немецкую столицу нередко называли «второй русской столицей». Весной 1920 года здесь была создана Русская академическая группа, у истоков которой стоял, и куда вошёл профессор международного права А. С. Ященко. Одним из направлений деятельности группы было чтение лекций. Г. Д. Гурвич взял курс «Об идее неотъемлемого права лиц». Открылся Русский научный институт с юридическим факультетом. Г. Д. Гурвич на нём читал курс государственного права, а профессор международного права М. А. Таубе историю международных отношений. Курса международного права в институте не числилось.
В 1922 году Г. Д. Гурвич оказался в Чехословакии. 18 мая 1922 года в Праге открылся Русский юридический факультет. Г. Д. Гурвич был в числе его первых преподавателей. За ним числился предмет «Международное право». Однако проработал он недолго. Уже 26 июня 1922 года Г. Д. Гурвич написал на имя декана Русского юридического факультета в Праге следующее письмо: «Нуждаясь для успешного окончания моей диссертации о философии права Фихте в книжных богатствах Берлинской королевской Библиотеки, и, в частности, в ознакомлении с неизданными рукописями Фихте, хранящимися там, честь имею просить факультет о командировке меня за границу в Германию на летние каникулы с 15 августа по 15 октября 1922 года». По окончании указанного срока, юридический факультет рассмотрел «ходатайство доцента Г. Д. Гурвича о предоставлении ему годичного отпуска без содержания для окончания диссертации на учёную степень магистра» и удовлетворил его.
«Ввиду выяснившейся совершенной необходимости для успешного окончания подготовляемой мной (на предмет защиты при Пражской академической группе) диссертации об этике и философии права Фихте, в течение продолжительного времени беспрерывно пребывать в Берлине, а затем совершить поездку в Париж, честь имею просить разрешить мне отпуск на оба семестра 1923/1924-го учебного года, то есть до 1 августа 1924 года»- писал он в письме от 8 октября 1923 года.
В этом же письме он выражал «готовность на время отпуска отказаться от соответствующего содержания». Прошение было удовлетворено. Учебная коллегия при Комитете по обеспечению образования русских студентов в Чехословацкой Республике «на заседании своём 24 ноября 1923 года постановила считать вольную вакансию доцента Г. Д. Гурвича свободной и подлежащей замещению». 15 июля 1924 года декан юридического факультета Д. Д. Гримм поставил вопрос «о желании Г. Д. Гурвича возвратиться в Прагу», и 29 декабря на заседании Русского юридического факультета было оглашено его заявление «о намерении читать в текущем учебном году курс общей теории международного права, которое было принято к сведению».
Но и на этот раз Г. Д. Гурвич пробыл в Праге недолго. 27 октября 1925 года факультет рассмотрел его ходатайство о предоставлении ему отпуска на год с 1 ноября с.г. по 1 ноября 1926 года «в виду командировки его по распоряжению МИД ЧСР в Париж с сохранением содержания». Постановили: «Признать, что со стороны факультета к удовлетворению ходатайства доцента Г. Д. Гурвича о предоставлении ему годичного отпуска препятствий не встречается». 30 июня 1926 года отпуск был продлён ещё на один год. Таким образом, с 1922 года Г. Д. Гурвич не участвовал в учебном процессе в Русском юридическом факультете, однако, числился его доцентом. В письме декану Русского юридического факультета в Праге профессору А. А. Вилкову из Парижа 16 января 1928 года Г. Д. Гурвич писал: « 31 декабря 1927 года истёк срок моего отпуска и насколько я знаю министерство до сих пор не известило комитет о продлении моего отпуска. Между тем неофициальным путём французские инстанции ещё в декабре были информированы, что Министерство не выразит препятствий по продлению моего отпуска. 21 января я должен приступить к публичному курсу лекций на французском языке в Сорбонне, который удостоил меня своим избранием. Вы поймёте, как для меня во всех отношениях важно прочесть этот курс, который должен закончиться к середине марта. Но, конечно, кусок хлеба всего важнее и так как я в Париже не имею решительно никакого заработка, я предпочту лучше немедленно вернуться, чем лишиться своего места в Праге». В связи с этим он просил "в личном порядке ответить декана на следующие вопросы: «Можно ли рассматривать отсутствие ответа на моё прошение со стороны Министерства как отказ в отпуске; Имею ли я право ожидать разрешения вопроса в Париже; Рискую ли я быть снятым с иждивения, если задержусь в Париже без разрешения до середины марта».
с 1925 года Г. Д. Гурвич постоянно жил во Франции. В 1925—1927 годах он работал в Славянском институте в Париже, а также преподавал на русском юридическом факультете при Парижском университете. С 1927 года он преподавал в Сорбонне. Им также читались русские лекции в Сорбонне. Газета «Возрождение» за 27 ноября 1925 года сообщала, что на площади дю Понтеон, 10 им читается трёхчасовая лекция «Русские философы права». В 1928 году Г. Д. Гурвич принял французское гражданство. вместе с тем, он не прекращал участвовать в культурной и общественной жизни российской эмиграции.
В журнале «Современные записки», начиная с 1924 года, он опубликовал следующие статьи: «Идеология социализма в свете новейшей немецкой литературы»(1924, № 18), «Государство и социализм» (1925, № 25), «Новейшая эволюция идеологии французского синдикализма» (1925, № 24), «Прудон и современность» (1927, № 39), «Большевизм и замирение Европы» (1925, № 26), «Этика и религия» (1926, № 29), «Будущность демократии» (1927, № 32), « Социализм и собственность» (1928, № 36), «Собственность и социализм» (1929, № 38) и другое.
Кроме того, он опубликовал рецензии на работы Н. Н. Алексеева, Н. А. Бердяева, М. Я. Лазерсона, Т. Г. Масарика, Ф. В. Тарановского. Последней публикацией учёного в «Современных записках» явилась рецензия на книгу Б. П. Вышеславцева «Этика преображенского эроса». Она появилась в 1932 году.
Научные взгляды Г. Д. Гурвича были широко известны русской эмиграции. Они являлись предметом детального рассмотрения сторонников евразийства. На них ссылался лидер этого движения П. Н. Савицкий в нашумевшей книге «Полемика вокруг евразийства в 20-х годах». Они были частым предметом дискуссии в переписке евразийцев.
По своим политическим воззрениям Г. Д. Гурвич был социалистом. В России он входил в партию социал-демократов (меньшевиков). Полностью с социализмом он не порвал в эмиграции. В 1927 году он продолжал связывать развитие демократии с социалистической перспективой. С 1932 по 1937 годы Г. Д. Гурвич входил в масонскую ложу «Северная звезда».
В период с 1932 по 1934 годы Г. Д. Гурвич в должности профессора читал курс философии в Коллеж Севинь, а в 1934/1935 годах преподавал социологию в университете города Бордо. С 1935 года работал в университете города Страсбурга. Кроме того, он являлся Генеральным секретарём Международного института социологии права в Париже (1931—1940) и редактором парижского журнала «Archives de philosophie du droit et de sociologie juridique» по вопросам философии права и юридической социологии.
Когда началась война с Германией, Г. Д. Гурвич вступил в ряды французской армии, участвовал в боевых действиях. После поражения Франции и демобилизации в октябре 1940 года, уехал в Нью-Йорк, где возглавлял Французский институт социологии. В 1944/1945 годах читал курс социологии знания в Гарвардском университете.
В сентябре 1945 года Г. Д. Гурвич возвратился во Францию и стал главной фигурой франкоязычной социологии. Он основал и стал первым директором Центра социологических исследований, лаборатории социологии познания и морали во франции, Международной ассоциации социологов франкоязычных стран (1962 год), главным редактором журнала «Международные тетради по социологии» (1946 год). С 1948 года он — профессор социологии в Университете Парижа. С 1960 по 1963 года он занимал ответственный пост президента Национального центра координации исследований Франции.
Умер Г. Д. Гурвич в Париже 10 декабря 1965 года.
Уже после кончины Г. Д. Гурвича, была опубликована его небольшая мемуарная статья «Мой интеллектуальный путь», являющаяся одной из немногих источников биографических сведений об учёном.
Г. Д. Гурвич вошёл в историю науки прежде всего как учёный социолог. Он совершенно неизвестен научному миру как юрист-международник. А между тем, право его так называть даёт не только его юридическое образование. Г. Д. Гурвич имел работы и по международно-правовой тематике, в том числе и на иностранных языках. Его перу принадлежит обстоятельный труд «Введение в общую теорию международного права. Конспект лекций. Выпуск 1. Прага, 1923. 119 страниц».

## Сочинения

### Книги

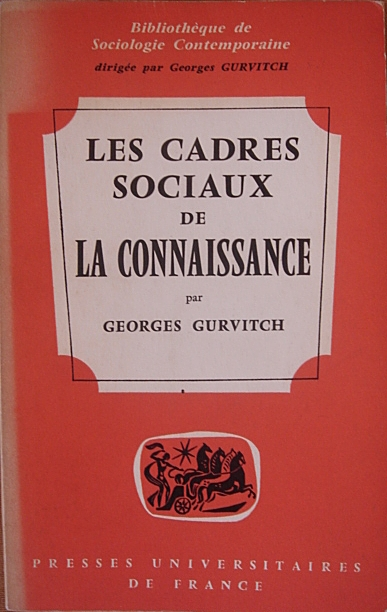
Обложка книги Гурвича.

- Гурвич Г. Д. «Руссо и Декларация прав», Петроград, 1918
- Гурвич Г. Д. «Введение в общую теорию международного права. Конспект лекций», Прага, 1923
- Fichtes System der konkreten Ethik, Tübingen: Mohr, 1924
- L’expérience juridique et la philosophie pluraliste du droit, Pedone, 1935
- Essai de Sociologie, 1939
- Sociology of law, 1942
- La vocation actuelle de la sociologie (2 tomes), PUF, 1950
- Le concept des classes sociales de Marx à nos jours, 1954
- The Specturm of Time, 1958
- Dialectique et sociologie, Flammarion, 1966
- Les Cadres sociaux de la connaissance, PUF, 1966
- La magie et le droit, Dalloz, 110 p., 2004
- Sociologie du Droit et des Normes Sociales 1965
- L'Homme et la Societe, 1949

### Статьи
- " Kant und Fichte als Rousseau-Interpreten ", Kant-Studien. 1922. Bd. 27, H. 1-2. S. 138—164.
- " Sociologie de la connaissance et psychologie collective ", L’Année sociologique, 3e série, t. 1, 1940—1948.
- " La sociologie du jeune Marx ", Cahiers internationaux de sociologie, vol. 3-4, 1947—1948 a.
- " Microsociologie et sociométrie ", Cahiers internationaux de sociologie, vol. 3-4, 1947—1948 b.
- " Psychologie collective et psychologie de la connaissance ", L’Année sociologique, 3e série, 1948—1949.
- " Groupement social et classe sociale ", Cahiers internationaux de sociologie, vol. 7, 1949.
- " Réponse à une critique. Lettre ouverte au Pr Léopold von Wiese ", Cahiers internationaux de sociologie, vol. 13, 1952.
- " Hyper-empirisme dialectique ", Cahiers internationaux de sociologie, vol. 15, 1953.
- " Le concept de structure sociale ", Cahiers internationaux de sociologie, vol. 19, 1955.
- " La crise de l’explication en sociologie ", Cahiers internationaux de sociologie, vol. 21, 1956.
- " Réflexions sur les rapports entre philosophie et sociologie ", Cahiers internationaux de sociologie, vol. 22, 1957.
- " Pour le centenaire de la naissance de Durkheim ", Cahiers internationaux de sociologie, vol. 26, 1959.
- " Mon itinéraire intellectuel ou l’exclu de la horde «, L’Homme et la société, no 1, 1966.